# روبرت جيمس ديكسون
روبرت جيمس ديكسون (بالإنجليزية: Robert James Dixson)‏ هو كاتب أمريكي، ولد في 23 مايو 1908، وتوفي في 1 فبراير 1963 في كورال غيبلز في الولايات المتحدة.